# Marian Diamond
Marian Diamond (nascida Cleeves ; 11 de novembro de 1926 - 25 de julho de 2017) foi uma cientista e educadora considerada uma das fundadoras da neurociência moderna. Ela e sua equipe foram as primeiras a publicar evidências de que o cérebro pode mudar com a experiência e melhorar com o enriquecimento, o que hoje é chamado de neuroplasticidade . Sua pesquisa sobre o cérebro de Albert Einstein ajudou a alimentar a revolução científica em curso na compreensão dos papéis das células gliais no cérebro. Suas palestras sobre Biologia Integrativa do YouTube foram o segundo curso universitário mais popular do mundo em 2010. Ela era professora de anatomia na Universidade da Califórnia, em Berkeley . Outra pesquisa publicada explorou as diferenças entre o córtex cerebral de ratos machos e fêmeas, a ligação entre o pensamento positivo e a saúde imunológica, e o papel das mulheres na ciência.

## Biografia

### Vida pregressa
Marian Cleeves nasceu em Glendale, Califórnia. Seus pais eram o Dr. Montague Cleeves e Rosa Marian Wamphler Cleeves,  foi a sexta e última criança da família. Seu pai era um médico inglês e sua mãe professora de latim na Berkeley High School . Diamond cresceu em La Crescenta .Foi educada com seus irmãos perto de casa na escola de gramática La Crescenta, Clark Junior High, Glendale High School e finalmente Glendale Community College, antes de ir para a Universidade da Califórnia, Berkeley . Ela jogou tênis em Berkeley.

### Carreira
Depois de se formar com um diploma de bacharel em 1948, Diamond passou um verão na Universidade de Oslo, na Noruega, antes de retornar a Berkeley para seus estudos de pós-graduação, a primeira estudante de graduação feminina no departamento de anatomia. Sua tese de doutorado "Inter-relações Funcionais do Hipotálamo e da Neuro-hipófise" foi publicada em 1953.
Durante a obtenção de seu doutorado, Diamond também começou a ensinar, uma paixão que continuou até os oitenta anos. Marian Diamond recebeu seu doutorado em anatomia humana. Depois de trabalhar como assistente de pesquisa na Universidade de Harvard entre 1952 e 1953, Diamond tornou-se a primeira instrutora de ciências da Universidade de Cornell de 1955 a 1958, onde lecionou biologia humana e anatomia comparada. Diamond retornou à Universidade da Califórnia, em Berkeley, em 1960, no papel de conferencista. Ela se juntou a um projeto de pesquisa em curso com os psicólogos David Krech, Mark Rosenzweig e o químico Edward Bennett, como neuroanatomista.
Em 1964, Diamond tinha os dados e a primeira evidência real em medições anatômicas mostrando a plasticidade da anatomia do córtex cerebral de mamíferos. Estes resultados "abriram as portas para nossos experimentos seguirem pelos próximos 37 anos".
UC Berkeley convidou Diamond para ser um professora assistente em 1965, progredindo mais tarde para ser um professora titular e, finalmente, professora emérita até sua morte em 2017. Em 1984, Diamond e seus associados tiveram acesso a tecidos suficientes do cérebro de Einstein para fazer a primeira análise, seguindo-se a publicação de suas pesquisas. O artigo de 1985 "Sobre o cérebro de um cientista: Albert Einstein" criou alguma controvérsia na academia sobre o papel das células da glia. No entanto, também inaugurou um novo interesse na neuroglia .

### Vida pessoal
Diamond casou-se com Richard Martin Diamond em 1950 e eles tiveram quatro filhos: Catherine Theresa (1953), Richard Cleeves (1955), Jeff Barja (1958) e Ann (1962). Eles se divorciaram em 1979. Depois, Diamond casou-se com o professor Arnold Bernard Scheibel em 1982.

### Contribuições para neurociência, neuroanatomia, neuroplasticidade
Neuroplasticidade: Diamond foi uma pioneira na neurociência anatômica, cujas principais contribuições científicas mudaram para sempre a forma como vemos o cérebro humano. Diamond produziu a primeira evidência científica de neuroplasticidade anatômica no início dos anos 1960. Naquela época, o consenso científico era que a natureza do seu cérebro era devida à genética e era imutável e fixa. Diamond mostrou que os componentes estruturais do córtex cerebral podem ser alterados por ambientes enriquecidos ou empobrecidos em qualquer idade, desde a pré-natal até a velhice. Seu experimento anatômico inicial e experimentos de replicação com ratos jovens mostraram que o córtex cerebral dos ratos enriquecidos era 6% mais espesso do que o córtex dos ratos empobrecidos, baseado em diferentes tipos de experiências iniciais. Um córtex enriquecido mostra maior capacidade de aprendizagem, enquanto um empobrecido mostra menor capacidade de aprendizagem. Esses resultados de mudança de paradigma, publicados em 1964, ajudaram a lançar a moderna neurociência.
Cérebro de Einstein: No início de 1984, Diamond recebeu quatro blocos do cérebro preservado de Albert Einstein de Thomas Stoltz Harvey . Harvey, patologista do Hospital Princeton na época da morte de Einstein, havia removido o cérebro de Einstein durante a autópsia em 1955 e mantinha a posse pessoal do cérebro. O fato de o tecido cerebral de Einstein já estar embutido na celoidina, quando o laboratório de Diamond o recebia, significava que sua escolha de métodos de exame seria um tanto limitada. No entanto, eles foram capazes de analisar com sucesso tanto os córtices de associação superior pré-frontal (área 9) e parietal inferior (área 39) dos hemisférios esquerdo e direito do cérebro de Einstein e comparar os resultados com as regiões idênticas na base de controle de 11 humanos, homens, cérebros preservados. De uma análise anterior dos onze cérebros de controle, o laboratório Diamond "aprendeu que o córtex frontal tinha mais células gliais / neurônios do que o córtex parietal". Após muitos anos de pesquisa, Diamond e sua equipe tinham dados que provavam que, no cérebro de ratos, as células gliais aumentavam com condições enriquecidas, mas não aumentavam com a idade. Diamond e seus associados descobriram que a grande diferença em todas as quatro áreas estava nas células não neuronais. Einstein tinha mais células gliais por neurônio do que os cérebros masculinos médios do grupo de controle. Importante, a maior diferença foi encontrada na área 39 do hemisfério esquerdo do cérebro de Einstein, onde o aumento no número de células da glia por neurônio foi estatisticamente significativamente maior do que nos cérebros de controle. Células gliais de astrócitos e oligodendrócitos foram agrupadas para esses resultados.
Diamond demonstrou que o arranjo estrutural dos córtices masculino e feminino é significativamente diferente e pode ser alterado na ausência de hormônios esteróides sexuais.
Também mostrou que o córtex cerebral frontal dorsal lateral é bilateralmente deficiente no camundongo com deficiência imunológica e pode ser revertido com transplantes tímicos. Em humanos, a estimulação cognitiva aumenta a circulação de linfócitos T CD4-positivos, apoiando a ideia de que a imunidade pode ser voluntariamente modulada, em outras palavras, que o pensamento positivo pode afetar o sistema imunológico.